# Buenaventura Carlos Aribau
Buenaventura Carlos Aribau Farriols (Barcelona, 4 de noviembre de 1798-Barcelona, 17 de septiembre de 1862) fue un escritor, político y economista español, considerado el iniciador de la Renaixença catalana.

## Biografía
Estudió retórica y poética en el seminario, así como hidrostática, estática y física experimental en la Junta de Comercio.
Fundador de la Sociedad Filosófica de Cataluña, publicó Ensayos en 1817. En 1820 se adhirió a la revolución liberal y colaboró en el Diario Constitucional. Publica un himno titulado «Libertad libertad sacrosanta». Fue secretario de la Diputación de Lérida (1822 1823). Terminado el trienio liberal, se refugia en Barcelona.
Miembro de la Academia de Buenas Letras desde 1820, fundó junto con Ramón López Soler la revista divulgadora del panorama literario europeo El Europeo en 1823. En 1826 se trasladó a Madrid para hacerse cargo de los negocios de la casa del Marqués Gaspar de Remisa al que le dedicó en 1833 su célebre Oda a la Patria, su obra cumbre. 
Trabajó en La Nación, La España y El Corresponsal, fundado en 1839 por Gaspar Remisa en los dos últimos figura como fundador. En La Nación llevó la parte rentística o de Hacienda. Impulsó, junto al editor Manuel Rivadeneyra, la Biblioteca de Autores Españoles. Fue nombrado director general del Tesoro (1847), de la Junta de Aduanas y Aranceles (1850), de la Casa de la Moneda, Minas y Propiedades del Estado (1852) y secretario de la Intendencia de la Casa Real y Patrimonio (1857).

## Principales obras publicadas
- Ensayos poéticos (1817)
- Libertad, libertad sacrosanta, himno revolucionario (1820)
- La libertad restaurada, colaboración con otros autores (1820).
- A la señora Leticia Cortesi (1821).
- Oda a la Patria (1833).
- All'eximia artista cantante Manuela Oreira Lema de Vega, che dimorava nella casa contigua a quella dell'autore (1840)
- A la virgen de los Dolores (1845)
- A la Srta Maria Dolors de Belza